# Human: Fall Flat
Human: Fall Flat ist ein 2016 für Windows erschienenes Computerspiel des spanischen Entwicklerstudios No Brakes Games. Das Spiel ist seitdem für diverse weitere Plattformen veröffentlicht worden und gehört mit über 40 Millionen Exemplaren zu den meistverkauften Computerspielen.

## Spielprinzip
In Human: Fall Flat steuert der Spieler seine Spielfigur in der Ansicht aus der dritten Person durch dreidimensionale Level und versucht durch das Lösen physikbasierter Rätsel den Weg von einer Spielwelt in die nächste zu finden. Charakteristisch für Human: Fall Flat ist dabei die eingeschränkte Kontrolle der Spielfigur, deren grundsätzliche Bewegungsrichtung sich etwas träge steuern lässt und die abgesehen davon nur eine ungenaue Koordination der Armbewegungen zulässt. So müssen Spieler versuchen, sich an Objekten in der Umgebung oder an einander festzuhalten, hochzuziehen und entlangzuhangeln. Die so, gerade für ungeübte Spieler, mitunter unbeholfene und tollpatschige Bewegung der Spielfigur ist dabei Kernkonzept des Spiels und Teil der Herausforderung, ein Level zu bestehen. In den Werbevideos zum Spiel wird diese Darstellung humorvoll eingesetzt.

## Rezeption
Die Aufnahme durch die Computerspielpresse fiel über alle Versionen hinweg gemischt aus. So erzielte die Xbox-One-Umsetzung mit 73 von 100 erreichbaren Punkten aus elf Bewertungen die höchste Punktzahl, die Nintendo-Switch-Version mit 65 Punkten auf Basis von neun Bewertungen den niedrigsten Metascore.
Bis August 2023 verkaufte sich Human: Fall Flat weltweit mehr als 40 Millionen Mal. Das Spiel gehört damit zu den weltweit meistverkauften Computerspielen. Einen rasanten Anstieg der Verkaufszahlen habe es durch die Veröffentlichung in China gegeben. Allein dort habe sich das Spiel innerhalb des ersten Monats nach Veröffentlichung über 2,5 Millionen Mal verkauft.
2018 wurde Human Fall Flat zum „Best Casual Game“ (dt. ‚bestes Gelegenheitsspiel‘) im Rahmen der The Independent Game Developers’ Association Awards gekürt.